# Peltophryne peltocephala
Peltophryne peltocephala är en groddjursart som först beskrevs av Johann Jakob von Tschudi 1838.  Peltophryne peltocephala ingår i släktet Peltophryne och familjen paddor. IUCN kategoriserar arten globalt som livskraftig. Inga underarter finns listade i Catalogue of Life.